# 原子力発電施設等立地地域の振興に関する特別措置法
原子力発電施設等立地地域の振興に関する特別措置法（げんしりょくはつでんしせつとうりっちちいきのしんこうにかんするとくべつそちほう、平成12年12月8日法律第148号）は、原子力発電施設等の周辺の地域について、地域の防災に配慮しつつ、生活環境、産業基盤等の総合的かつ広域的な整備に必要な特別措置を講ずることに関する日本の法律である。

## 目的と規定
原子力発電施設等の周辺の地域について、地域の防災に配慮しつつ、生活環境、産業基盤等の総合的かつ広域的な整備に必要な特別措置を講ずることを目的としている。
原子力発電施設等立地地域の指定、原子力発電施設等立地地域振興計画の作成、地方債などの自治体の税制面での優遇措置、原子力立地会議の設置などが規定されている。